# Atlanta Dream 2022
La stagione 2022 delle Atlanta Dream fu la 15ª nella WNBA per la franchigia.
Le Atlanta Dream arrivarono quinte nella Eastern Conference con un record di 14-22, non qualificandosi per i play-off.

## Roster
| N° | Naz.                   | Ruolo | Sportivo            | Anno | Alt. | Peso |
| -- | ---------------------- | ----- | ------------------- | ---- | ---- | ---- |
| 00 | Stati Uniti (bandiera) | A     | Naz Hillmon         | 2000 | 188  | 86   |
| 1  | Stati Uniti (bandiera) | A     | Beatrice Mompremier | 1996 | 193  | 86   |
| 2  | Stati Uniti (bandiera) | G     | Aari McDonald       | 1998 | 168  | 64   |
| 3  | Australia (bandiera)   | G     | Kristy Wallace      | 1996 | 180  | 71   |
| 5  | Stati Uniti (bandiera) | G     | Kaila Charles       | 1998 | 185  | 77   |
| 7  | Stati Uniti (bandiera) | C     | Kia Vaughn          | 1987 | 193  | 93   |
| 9  | Stati Uniti (bandiera) | A     | Megan Walker        | 1998 | 185  | 79   |
| 10 | Stati Uniti (bandiera) | A     | Rhyne Howard        | 2000 | 173  | 74   |
| 12 | Stati Uniti (bandiera) | A     | Nia Coffey          | 1995 | 185  | 83   |
| 15 | Stati Uniti (bandiera) | G     | Tiffany Hayes       | 1989 | 178  | 70   |
| 17 | Stati Uniti (bandiera) | G     | Erica Wheeler       | 1991 | 170  | 65   |
| 22 | Stati Uniti (bandiera) | G     | Yvonne Turner       | 1987 | 178  | 59   |
| 23 | Stati Uniti (bandiera) | G     | Asia Durr           | 1997 | 178  | 68   |
| 24 | Stati Uniti (bandiera) | G     | Destiny Slocum      | 1997 | 170  | 70   |
| 25 | Stati Uniti (bandiera) | A     | Monique Billings    | 1996 | 193  | 80   |
| 32 | Stati Uniti (bandiera) | A     | Cheyenne Parker     | 1993 | 193  | 88   |
| 33 | Stati Uniti (bandiera) | G     | Maya Caldwell       | 1998 | 180  | 73   |

## Staff tecnico
- Allenatore: Tanisha Wright
- Vice-allenatori: Christie Sides, Paul Goriss, Barbara Turner
- Preparatore atletico: Natalie Trotter
- Preparatore fisico: Drew Williams